# Colias wanda
Colias wanda é uma borboleta da família Pieridae. É encontrada no Leste Paleártico (norte da China).

## Subespécies
- Colias wanda wanda
- Colias wanda paskoi Kocman, 1999
- Colias wanda yangguifei Huang & Murayama, 1992

## Taxonomia
Foi aceito como uma espécie por Josef Grieshuber e Gerardo Lamas, mas pode ser uma subespécie de Colias arida, segundo Alphéraky, 1889.